# Canton de Saint-Doulchard
Le canton de Saint-Doulchard est une circonscription électorale française située dans le département du Cher et la région Centre-Val de Loire.
À la suite du redécoupage cantonal de 2014, la composition du canton reste inchangée.

## Histoire
Le canton est créé en 1982.
Un nouveau découpage territorial du Cher entre en vigueur en mars 2015, défini par le décret du 21 février 2014, en application des lois du 17 mai 2013 (loi organique 2013-402 et loi 2013-403). Les conseillers départementaux sont, à compter de ces élections, élus au scrutin majoritaire binominal mixte. Les électeurs de chaque canton élisent au Conseil départemental, nouvelle appellation du Conseil général, deux membres de sexe différent, qui se présentent en binôme de candidats. Les conseillers départementaux sont élus pour 6 ans au scrutin binominal majoritaire à deux tours, l'accès au second tour nécessitant 12,5 % des inscrits au 1er tour. En outre la totalité des conseillers départementaux est renouvelée. Ce nouveau mode de scrutin nécessite un redécoupage des cantons dont le nombre est divisé par deux avec arrondi à l'unité impaire supérieure si ce nombre n'est pas entier impair, assorti de conditions de seuils minimaux. Dans le Cher, le nombre de cantons passe ainsi de 35 à 19. Le nouveau canton de Saint-Doulchard est formé des communes de l'ancien canton de Saint-Doulchard.

## Géographie
Ce canton est organisé autour de Saint-Doulchard dans l'arrondissement de Bourges. Son altitude varie de 113 m (Marmagne) à 167 m (Saint-Doulchard) pour une altitude moyenne de 135 m.

## Représentation

### Représentation avant 2015
| Période | Période | Identité                 | Étiquette | Qualité                                                    |
| ------- | ------- | ------------------------ | --------- | ---------------------------------------------------------- |
| 1982    | 1994    | Henri Debord (1913-1997) | DVD       | Maire de Saint-Doulchard                                   |
| 1994    | 2001    | Pierre Hospital          | DVD       | Maire de Saint-Doulchard                                   |
| 2001    | 2015    | Yvon Beuchon             | DVG       | Fonctionnaire Maire de La Chapelle-Saint-Ursin depuis 1989 |

### Représentation après 2015
| Période élective | Période élective | Mandat | Mandat   | Identité            | Nuance | Nuance | Qualité                                                                                              |
| ---------------- | ---------------- | ------ | -------- | ------------------- | ------ | ------ | --- |
| 2015             | 2021             | 2015   | 2021     | Françoise Le Duc    |        | DVD    | Ancienne adjointe au maire de Marmagne                                                               |
| 2015             | 2021             | 2015   | 2021     | Thierry Vallée      |        | LR     | Adjoint au maire de Saint-Doulchard jusqu'en 2020 10ème Vice-Président du Conseil départemental      |
| 2021             | 2028             | 2021   | en cours | Richard Boudet      |        | DVD    | Chef de cabinet Maire de Saint-Doulchard, 9e vice-président chargé du sport et de la vie associative |
| 2021             | 2028             | 2021   | en cours | Catherine Rebottaro |        | DVD    | Gestionnaire administrative, adjointe au maire de Marmagne                                           |

### Résultats détaillés

#### Élections de mars 2015
À l'issue du 1er tour des élections départementales de 2015, deux binômes sont en ballottage : Yvon Beuchon et Emmeline Ndongue-Jouanin (Union de la Gauche, 46,14 %) et Françoise Le Duc et Thierry Vallée (Union de la Droite, 45,5 %). Le taux de participation est de 50,28 % (5 941 votants sur 11 816 inscrits) contre 51 % au niveau départementalet 50,17 % au niveau national.
Au second tour, Françoise Le Duc et Thierry Vallée (Union de la Droite) sont élus avec 50,14 % des suffrages exprimés et un taux de participation de 52,36 % (2 977 voix pour 6 187 votants et 11 816 inscrits).

#### Élections de juin 2021
Le premier tour des élections départementales de 2021 est marqué par un très faible taux de participation (33,26 % au niveau national). Dans le canton de Saint-Doulchard, ce taux de participation est de 35,28 % (4 278 votants sur 12 127 inscrits) contre 32,99 % au niveau départemental. À l'issue de ce premier tour, deux binômes sont en ballottage : Richard Boudet et Catherine Rebottaro (DVD, 48,19 %) et Yvon Beuchon et Magali Sayag (DVG, 43,19 %).
Le second tour des élections est marqué une nouvelle fois par une abstention massive équivalente au premier tour. Les taux de participation sont de 34,3 % au niveau national, 34,03 % dans le département et 38,62 % dans le canton de Saint-Doulchard. Richard Boudet et Catherine Rebottaro (DVD) sont élus avec 51,38 % des suffrages exprimés (2 330 voix pour 4 685 votants et 12 130 inscrits),,. 

## Composition

### Composition avant 2015
Le canton de Saint-Doulchard regroupait trois communes.
| Nom                         | Code Insee | Codepostal | Superficie (km2) | Population (dernière pop. légale) | Densité (hab./km2) |
| --------------------------- | ---------- | ---------- | ---------------- | --------------------------------- | ------------------ |
| Saint-Doulchard (chef-lieu) | 18205      | 18230      | 24,01            | 9 242 (2012)                      | 385                |
| La Chapelle-Saint-Ursin     | 18050      | 18570      | 7,83             | 3 289 (2012)                      | 420                |
| Marmagne                    | 18138      | 18500      | 37,66            | 2 017 (2012)                      | 54                 |

### Composition à partir de 2015
Le nouveau canton de Saint-Doulchard comprend les mêmes trois communes entières.
| Nom                                     | Code Insee | Intercommunalité | Superficie (km2) | Population (dernière pop. légale) | Densité (hab./km2) | Modifier                                    |
| --------------------------------------- | ---------- | ---------------- | ---------------- | --------------------------------- | ------------------ | ------------------------------------------- |
| Saint-Doulchard (bureau centralisateur) | 18205      | CA Bourges Plus  | 24,01            | 9 650 (2022)                      | 402                | modifier les données · modifier les données |
| La Chapelle-Saint-Ursin                 | 18050      | CA Bourges Plus  | 7,83             | 3 687 (2022)                      | 471                | modifier les données · modifier les données |
| Marmagne                                | 18138      | CA Bourges Plus  | 37,66            | 1 934 (2022)                      | 51                 | modifier les données · modifier les données |
| Canton de Saint-Doulchard               | 1813       |                  | 69,50            | 15 271 (2022)                     | 220                | modifier les données                        |

## Démographie

### Démographie avant 2015
| 1982   | 1990   | 1999   | 2006   | 2011   | 2012   |
| ------ | ------ | ------ | ------ | ------ | ------ |
| 12 132 | 13 947 | 14 152 | 14 215 | 14 474 | 14 548 |

### Démographie depuis 2015
En 2022, le canton comptait 15 271 habitants, en évolution de +2,2 % par rapport à 2016 (Cher : −2,48 %, France hors Mayotte : +2,11 %).
| 2013   | 2018   | 2022   |
| ------ | ------ | ------ |
| 14 631 | 15 095 | 15 271 |